# ابوطاهر (خاندان)

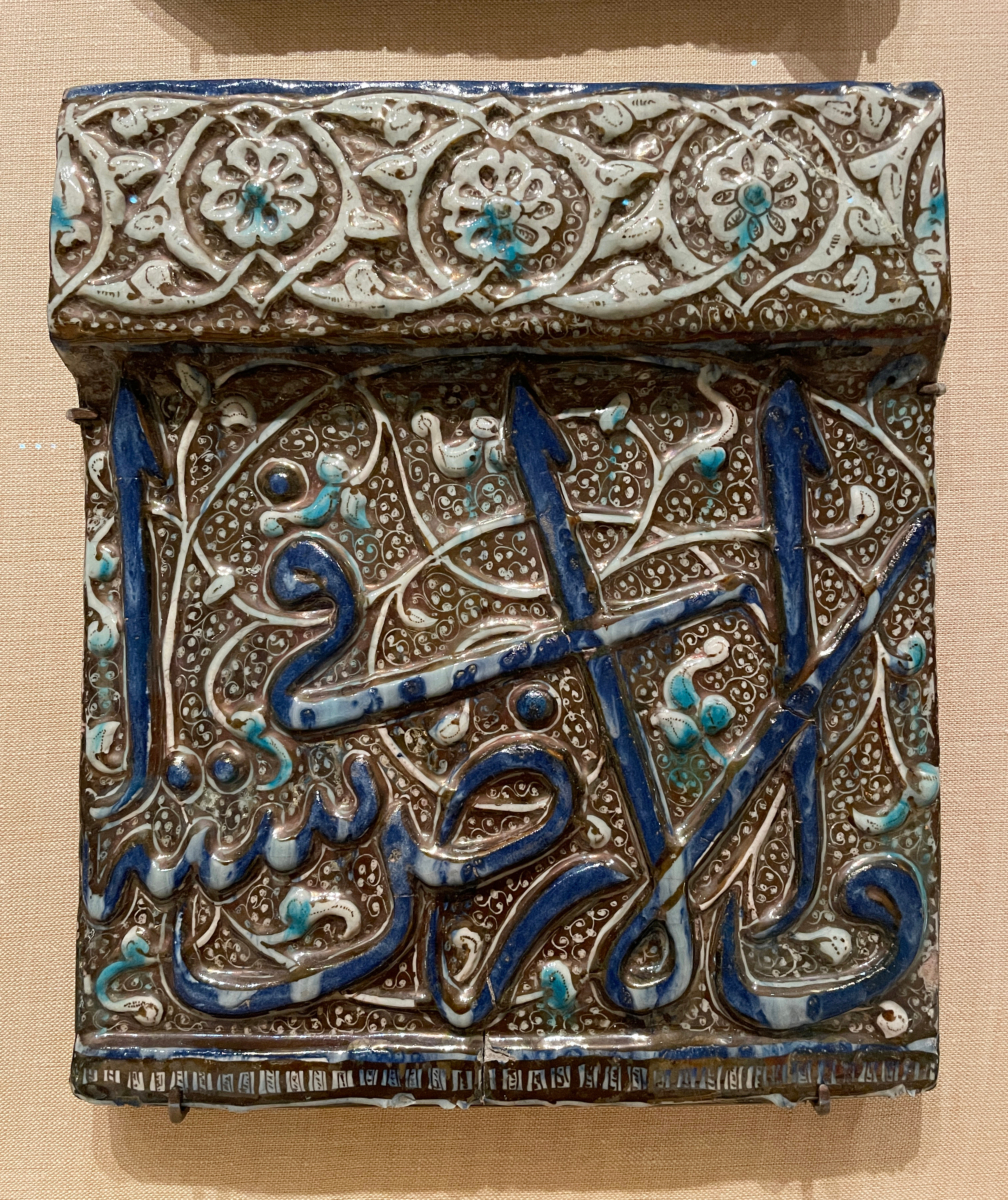
کاشی تزئینی از کتیبه‌ای با امضای یوسف که روزگاری در مجموعهٔ آرامگاه علی بن جعفر در قم نصب بوده به تاریخ ۷۳۴ هجری قمری (۱۳۳۴ میلادی). متن کتیبه: «والارض فی ستة» - قرآن 7:54.

خاندان ایرانی ابوطاهر که اهل کاشان بوده‌اند، چهار نسل از سفالگران را شامل می‌شود که بین سال‌های ۶۰۲ تا ۷۳۴ قمری (۱۲۰۵ تا ۱۳۳۳ میلادی) فعالیت می‌کردند و امضایشان بر روی آثار برجای‌مانده، به‌ویژه محراب‌های کاشی‌کاری مساجد دیده می‌شود.

## اعضا
1. بوطاهر حسین، که نامش تنها بر روی یک کاسهٔ مینائی دیده می‌شود که به دلیل سبک به‌کاررفته در آن به اوایل قرن ششم هجری نسبتش داده‌اند؛
2. محمد بن ابی‌طاهر (ش. ۱۲۰۵–۱۲۱۵ میلادی)، که با ابوزید بن محمد بن ابی‌زید در کاشی‌کاری بخش‌هایی از حرم فاطمه معصومه در قم و حرم امام رضا در مشهد همکاری داشته است؛
3. علی (ش. ۱۲۴۲ میلادی)، پسر محمد؛
4. یوسف (ش. ۱۳۰۵–۱۳۳۴ میلادی)، پسر علی؛
5. ابوالقاسم (ش. ۱۳۰۳–۱۳۲۵ میلادی)، برادر یوسف، تاریخ‌شناس دربار اولجایتو، ایلخان مغول؛ کتاب عرائس الجواهر و نفائس الاطائب او شامل مطالعهٔ کوتاهی از علم سفالگری است.[۲]